# Desmond Connell
Desmond Connell (Phibsborough, Irlanda; 24 de marzo de 1926 - Dublín, 21 de febrero de 2017) fue un cardenal irlandés, arzobispo emérito de Dublín (Irlanda).

## Biografía

### Sacerdocio
Fue ordenado sacerdote en la archidiócesis de Dublín el 19 de mayo de 1951 y tenía un doctorado en filosofía por la Universidad Católica de Lovaina.
En 1953 comenzó a enseñar en el Departamento de Metafísica en la Universidad de Dublín, donde fue nombrado profesor de metafísica general en 1972 y elegido decano de la Facultad de Filosofía y Sociología en 1983. Escribió sobre temas filosóficos y teológicos, y por su trabajo publicado fue galardonado con el doctorado en letras por la Universidad Nacional de Irlanda en 1981. También fue capellán de las clarisas en Donnybrook, los carmelitas en Drumcondra y los carmelitas en Blackrock.
Fue miembro de la Comisión teológica de la jerarquía irlandesa y del comité diocesano de ecumenismo. Fue nombrado prelado de honor por el papa con el título de monseñor en 1984.

## Episcopado

### Arzobispo de Dublín
Fue nombrado arzobispo de Dublín, el 21 de enero de 1988 y recibió la ordenación episcopal el 6 de marzo.
Su lema episcopal es Secundum Verbum Tuum. Esta es la conocida respuesta a la llamada de Dios de Nuestra Señora en el momento de la Anunciación: "Hágase en mí según tu palabra" (Lc 1, 38).
Fue vicepresidente de la Conferencia Episcopal Irlandesa, miembro de la Comisión Episcopal para la Doctrina y de la Comisión Teológica, presidente de la Comisión Episcopal de Universidades, miembro de la Comisión Episcopal para el Ecumenismo, de la Comisión de Asuntos Europeos y del Comité entre las Iglesias.
Entre sus trabajos y publicaciones figuran The Vision in God: Malebranche's Scholastic Sources (Lovaina, 1967) (La visión de Dios: Fuentes de la escuela de Malebranche), Essays in Metaphysics (Dublín, 1996) (Ensayos sobre metafísica), Christ our Life (Dublín 1995) (Cristo, nuestra vida) y varios artículos sobre filosofía y teología.
Fue arzobispo emérito de Dublín desde el 26 de abril de 2004. 

### Cardenalato
Fue creado y proclamado cardenal por Juan Pablo II en el consistorio del 21 de febrero de 2001, con el título de S. Silvestro in Capite (San Silvestre en Capite).

### Muerte
Enfermo durante mucho tiempo, murió mientras dormía a la edad de 90 años el 21 de febrero de 2017. Tras el solemne funeral celebrado por el arzobispo Diarmuid Martin el 24 de febrero, fue enterrado en la cripta de la Procatedral de Santa María (Dublín).